# 前668年
| 千纪： | 前1千纪 |
| 世纪： | 前8世纪 \| 前7世纪 \| 前6世纪 |
| 年代： | 前690年代 \| 前680年代 \| 前670年代 \| 前660年代 \| 前650年代 \| 前640年代 \| 前630年代                                                                                   |
| 年份： | 前673年 \| 前672年 \| 前671年 \| 前670年 \| 前669年 \| 前668年 \| 前667年 \| 前666年 \| 前665年 \| 前664年 \| 前663年                                                     |
| 纪年： | 周惠王九年 魯莊公二十六年 齊桓公十八年 晉献公九年 秦宣公八年 宋桓公十四年 楚成王四年 衛懿公元年 陳宣公二十五年 蔡穆侯七年 曹僖公三年 郑文公五年 燕庄公二十三年 杞德公五年 |

## 大事记
- 春季，鲁国伐戎。
- 春季，晋国士蒍担任大司空。
- 夏季，士蒍修築晋都絳城（山西翼城東南），擴建宮殿。
- 夏季，曹国杀其大夫。
- 秋季，鲁国、宋国、齐国，伐徐国。
- 冬季十二月初一，日食。
- 晉国殘餘諸公子奔虢國（山西平陸），虢國為之在秋季和冬季两次發兵攻晉。
- 亞述帝國亚述巴尼拔即位（─前626年），重建尼尼微城，創大圖書館，帝國勢力鼎盛。